# 忒木台
忒木台（?—?），又作忒木歹，蒙古帝国将领，札剌亦儿氏，朔魯罕的儿子。
朔魯罕去世后，忒木台嗣领父亲的军队，隶属于窝阔台麾下，西征征伐康里部，擒获其部长献上。从征西夏有功。窝阔台即位後，特命他在河东行省事，领兀鲁、忙兀、亦怯烈、弘吉剌、札剌儿五部军。1230年，参与征伐金朝，攻打归德府，平河南。1236年，以功赐大同二千户作为食邑。曾经驻兵太原府、平阳府、河南府，军纪严明不扰民，百姓为他立祠。1258年，跟随蒙哥征伐南宋四川，在军中去世。其子奥鲁赤。

## 延伸阅读
[在维基数据编辑]
 《新元史/卷130》，出自柯劭忞《新元史》